# Talisker (dorp)
Talisker (Schots-Gaelisch: Thalasgair) is een nederzetting op Isle of Skye in Schotland. Het ligt in het raadsgebied Highland en ligt op 20 meter hoogte.

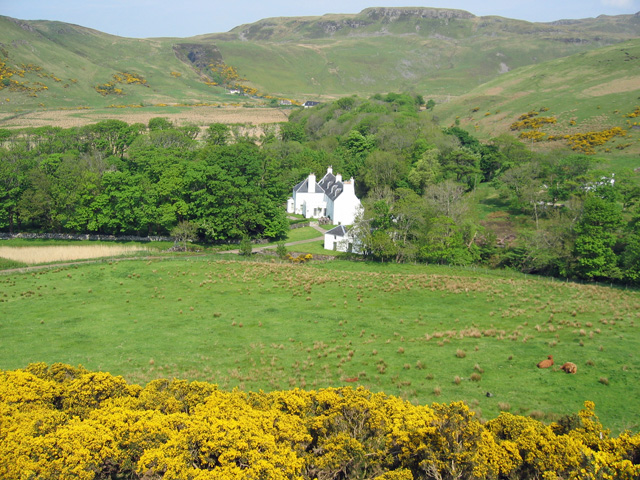
Talisker House